# Lokstallet i Kisa

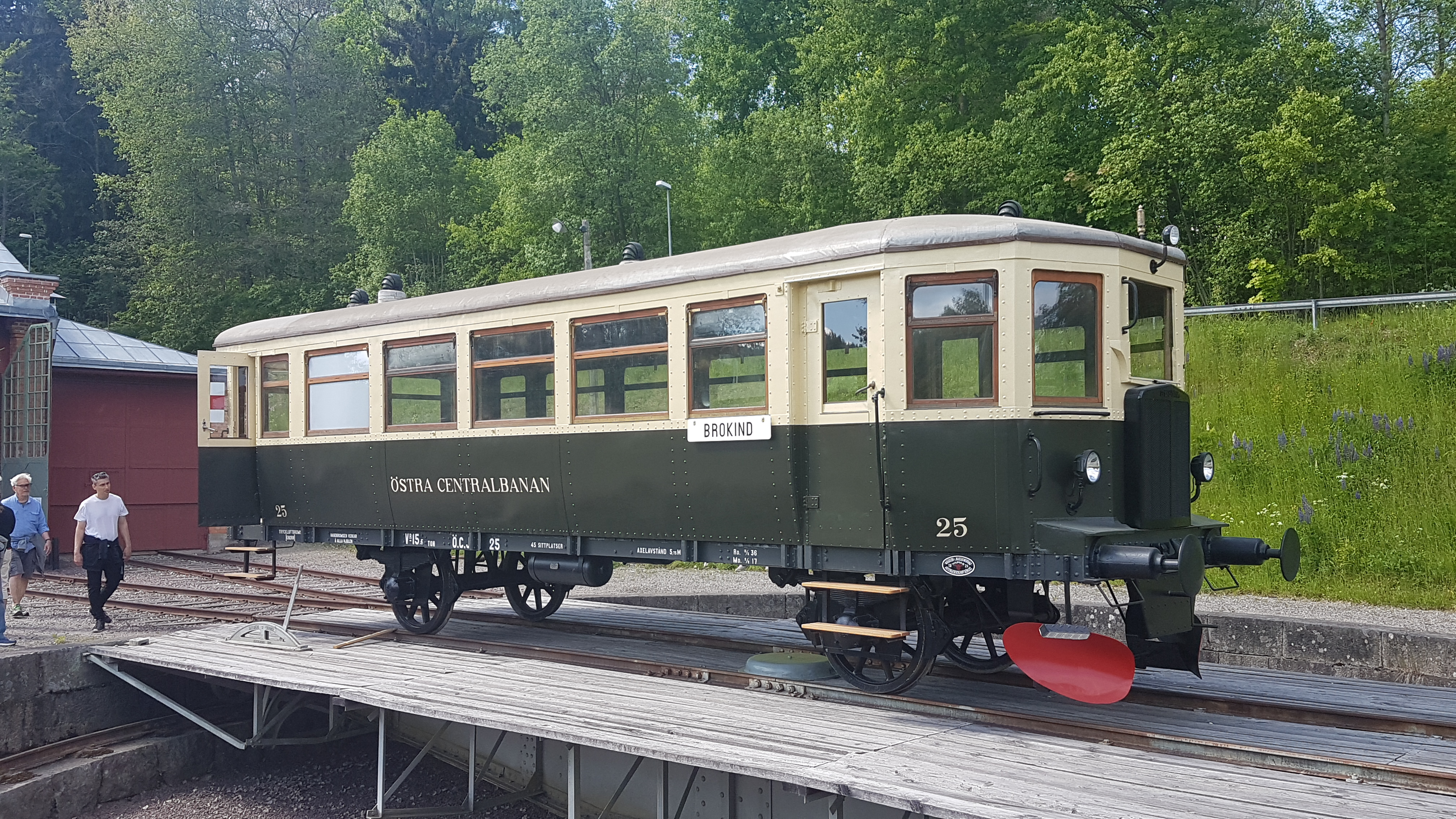
Bilvagn nr 25

Lokstallet i Kisa är ett svenskt byggnadsminne i Kisa i Kinda kommun, och ligger i den södra delen av ortens bangård.
Lokstallet i Kisa byggdes 1901 av Östra Centralbanans Järnvägsaktiebolag i en historiserande och borglik arkitekturstil. Det är ett enports rundstall för mindre reparationsarbeten, och är kombinerat med vattentorn med en pumpmekanism. Det ritades av Johan Lagerström (1863-1930), som också ritat lokstallet i Vimmerby.
Lokstallet byggdes till 1943 med ett pannrum och ett lokomotorstall. Utanför stallet finns en vändskiva i nitat järn och träplankor, som är 15 meter i diameter. Den är försedd med en låsmekanism från Wallberg & Lundvik i Vänersborg. Vändskivan går runt på räls som står på ett fundament av kallmurad sten.
Det finns också en vattenhäst i gjutjärn för påfyllning av vatten till ångloken.
Byggnaden ägs sedan 2005 av Stångådalsbanans Vänner och dess exteriör är återställd till det skick det hade 1901, med tillägg av pannrummet och lokomotorstallet. Det återinvigdes 2009.
Det blev byggnadsminne 2014.

## Bildgalleri

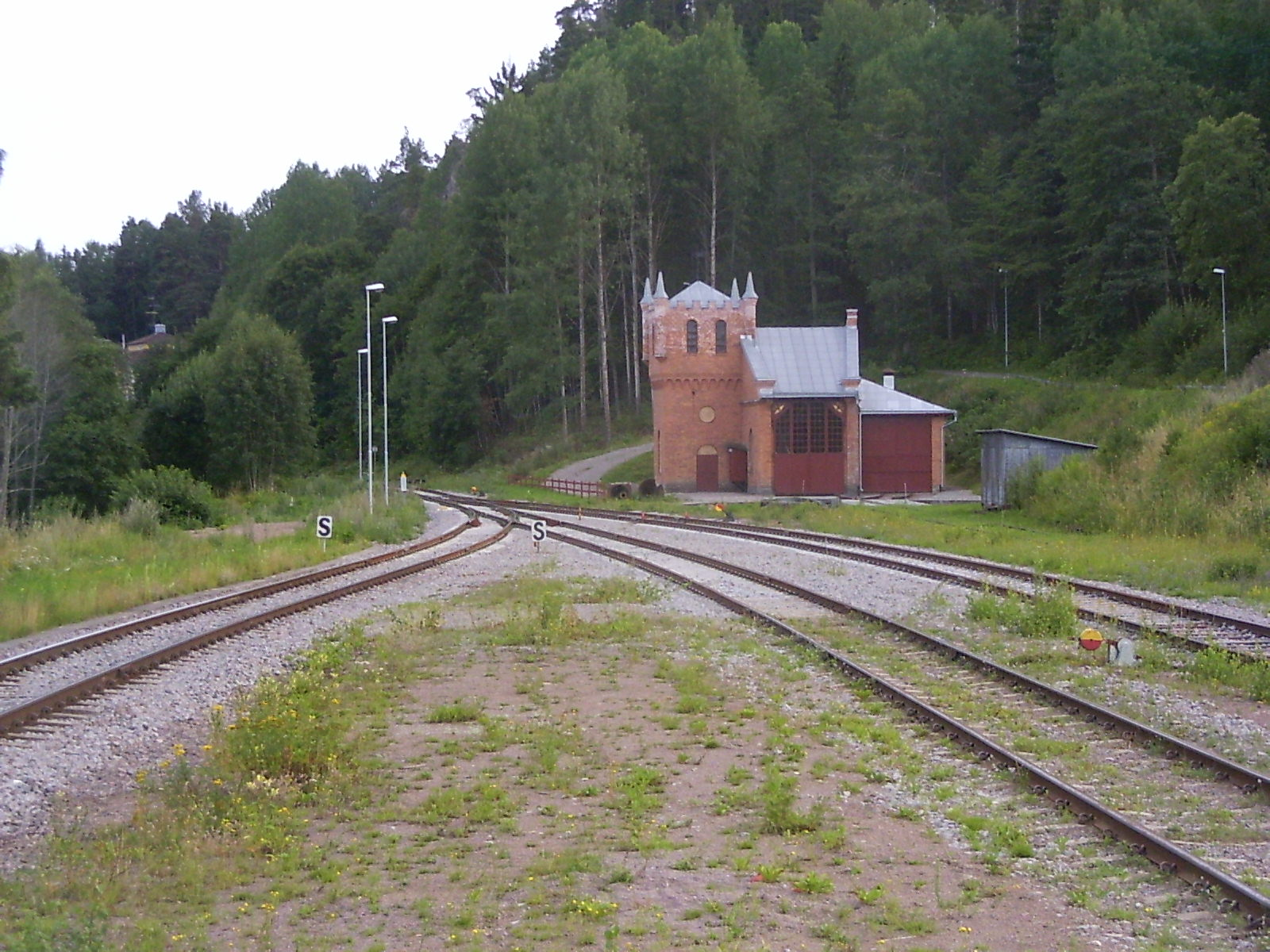
Bangården i Kisa med Kisa lokstall
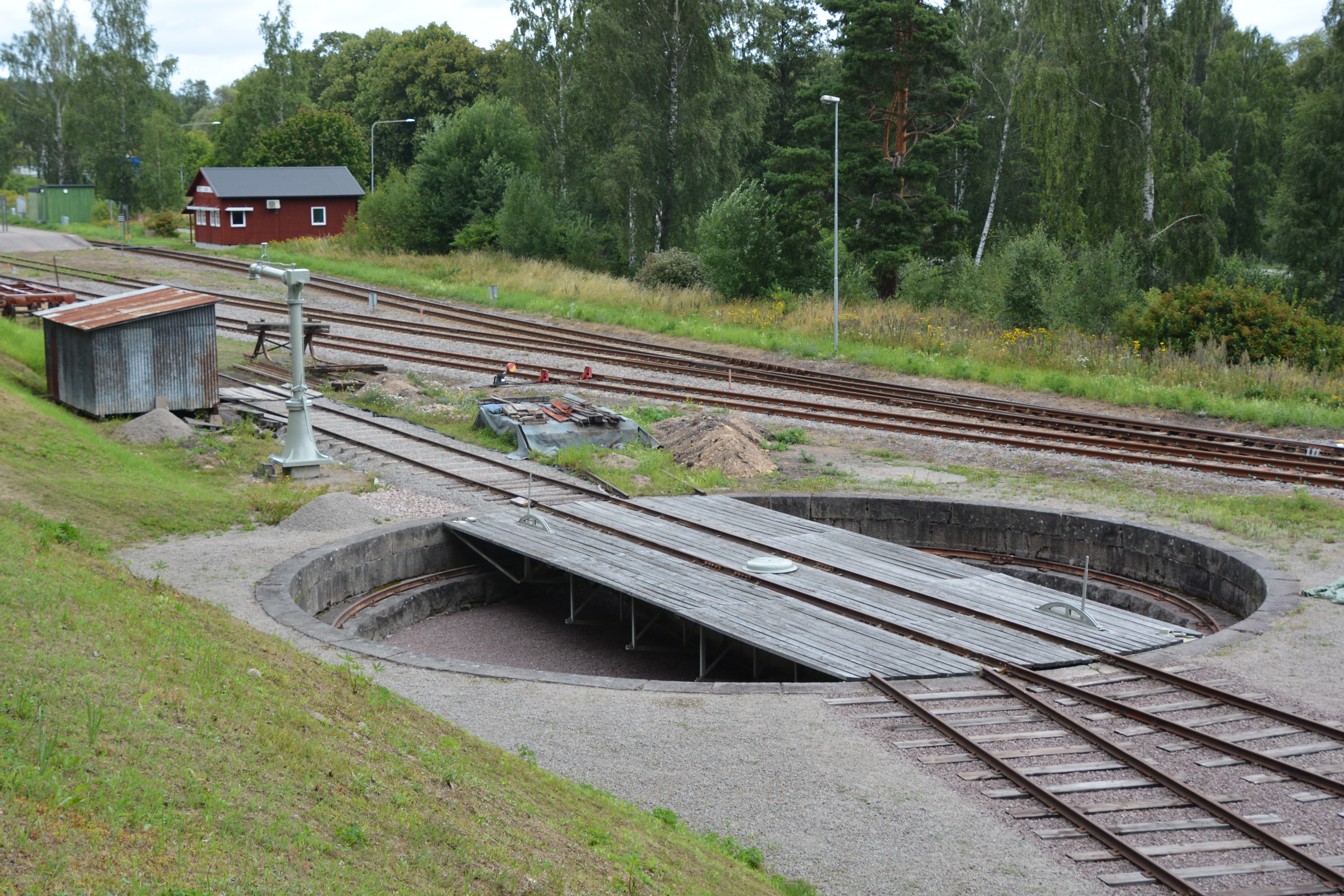
Vändskivan
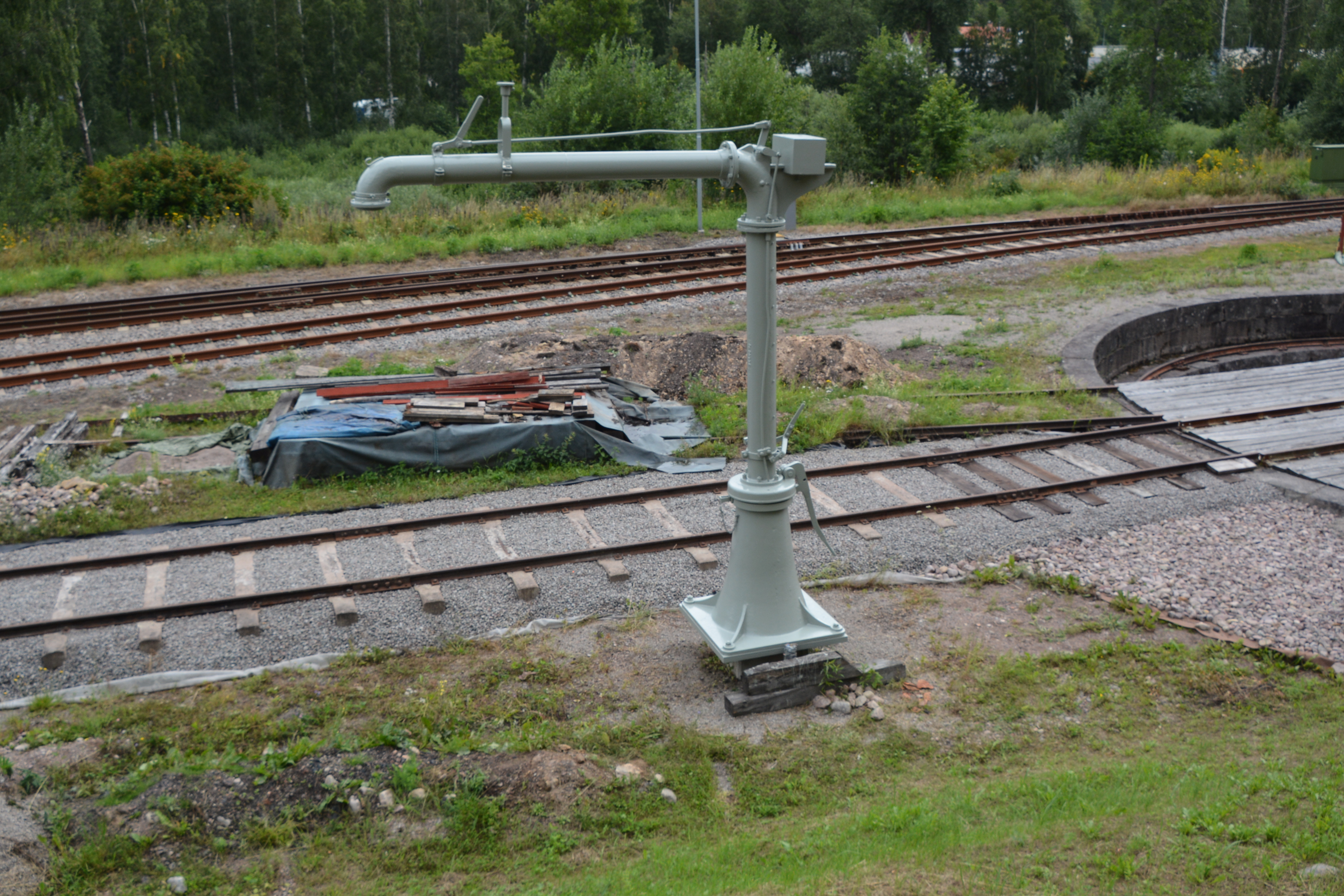
Vattenhäst
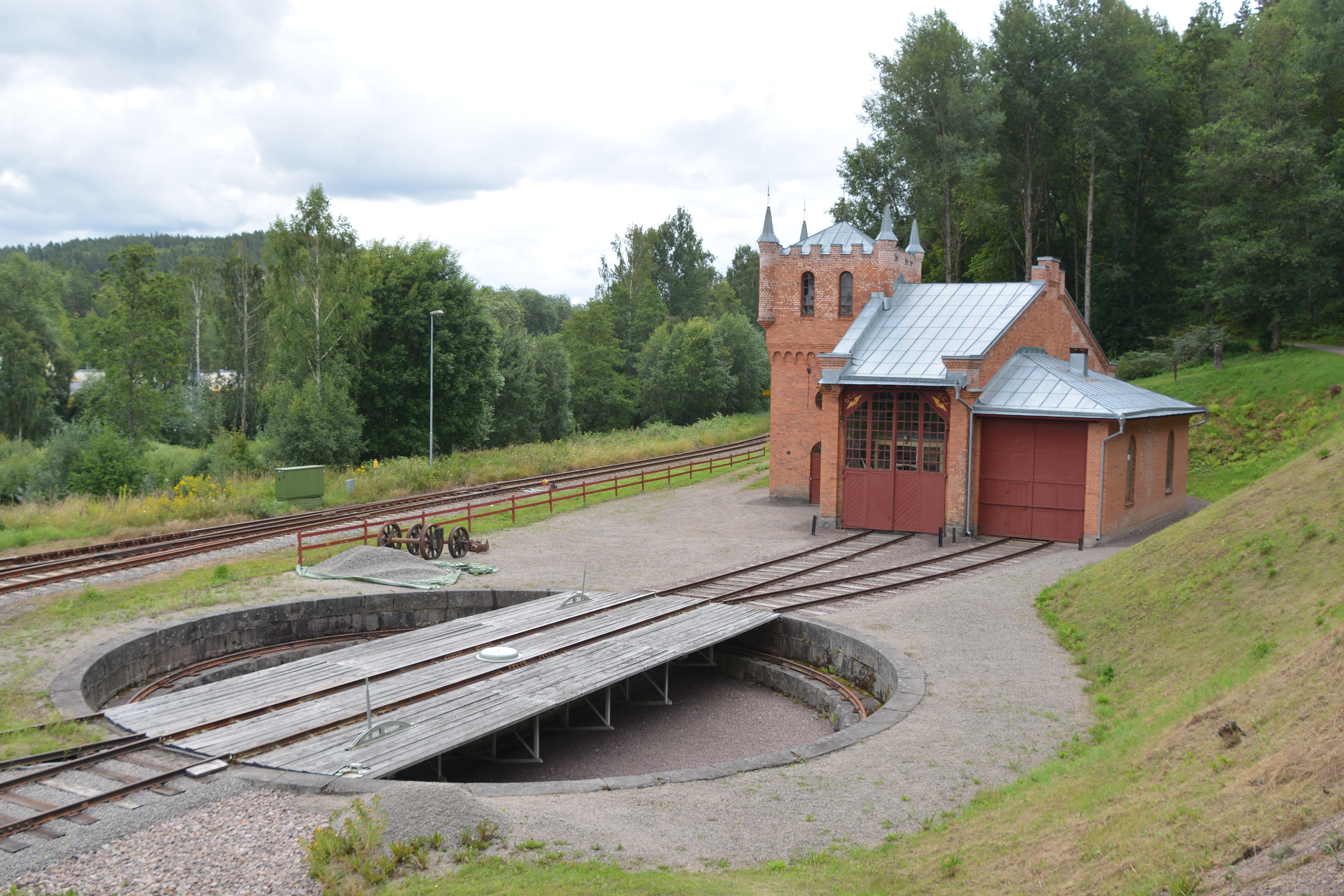
Lokstallet med vändskiva